# Germade
Germade (w jęz. galicyjskim Xermade) – miasto w Hiszpanii w regionie Galicja w północnej części prowincji Lugo. Miejscowość w 2009 roku liczyła 2256 mieszkańców.